# العنف على المرأة في غواتيمالا

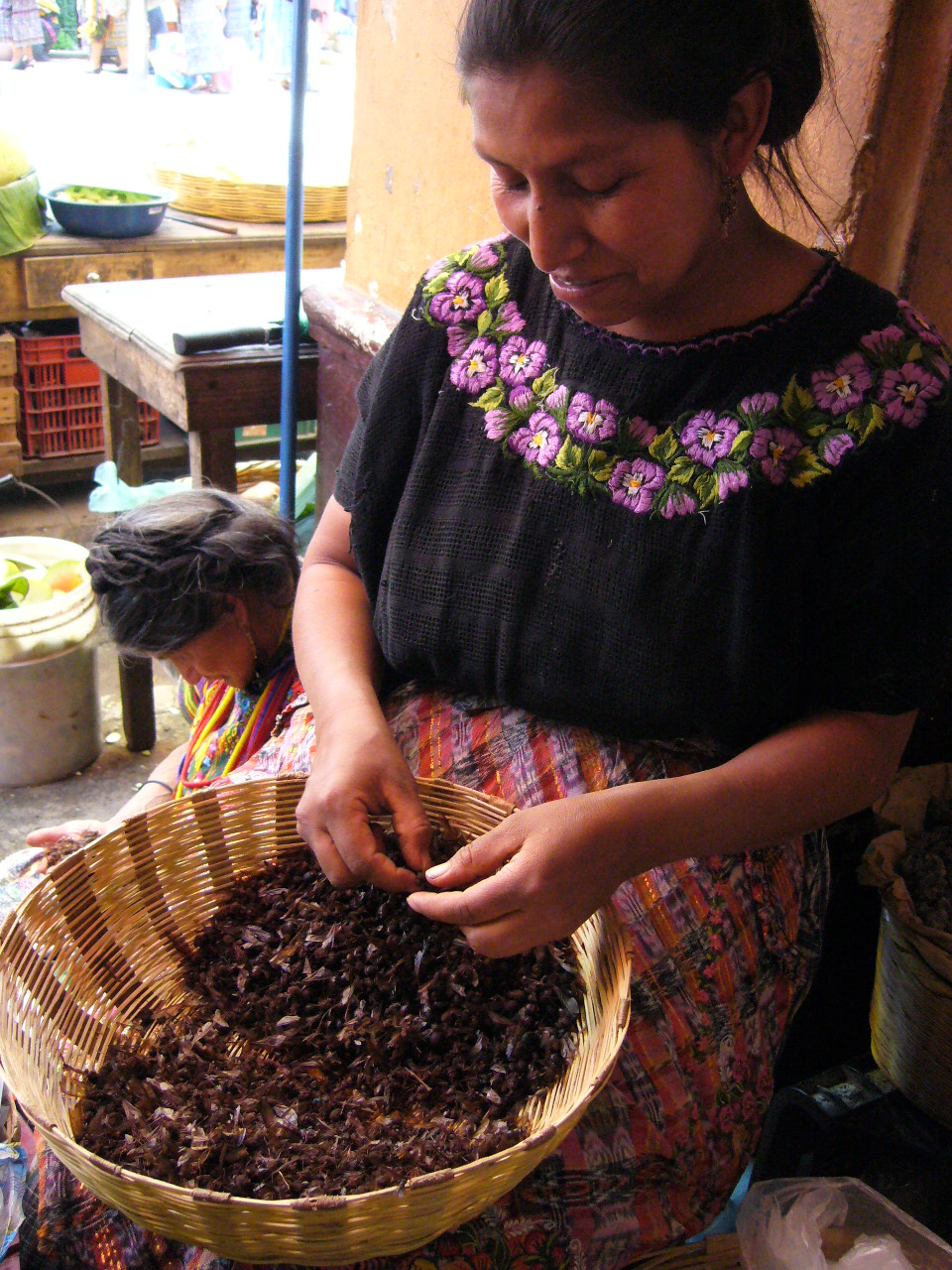

بلغت أعمال العنف على المرأة في غواتيمالا مستويات خطيرة خلال الحرب الأهلية الغواتيمالية طويلة الأمد (1960-1996)، وقد ساهم الأثر الدائم للصراع في الوصول إلى مستويات عالية من العنف على المرأة في هذه الدولة. استخدم الاغتصاب كسلاح للحرب أثناء الصراع المسلح.

## قتل النساء
قتل النساء في غواتيمالا هي مشكلة اجتماعية بالغة الخطورة. وفقاً لتقرير الذي أصدره مشروع مسح الأسلحة الصغيرة، أن غواتيمالا لديها ثالث أعلى معدل لقتل النساء في غواتيمالا، تليها السلفادور وجامايكا. وفقاً للأرقام الرسمية، هناك 560 امرأة قُتلن في غواتيمالا في 2012، 631 امرأة قُتلن في 2011، و695 امرأة قُتلن في 2010، مع ذلك العدد الدقيق غير معروف.
ونادراً ما يحدث القتل نتيجة لأي إدانة وغالباً لا يجري التحقيق فيها على نحو مناسب؛ أقل من 4 في المئة من جرائم قتل النساء يسفر عنها إدانة مرتكبيها. الجناة واثقون من أنهم سوف يفلتون من القتل، يرجع ذلك جزئياً إلى ثقافة «الرجولة» في أمريكا اللاتينية. تتيح هذه الثقافة للمرأة أن تعامل كسلعة وليست إنسان؛ المساواة والحقوق الأساسية الممنوحة للرجال ليست موضع شك بالنسبة للنساء. إن ثقافة الاغتصاب وإلقاء اللوم على الضحية هي تكتيكات تتماشي مع الرجولة، ويتفق كلاً من الرجال والنساء إلى حد كبير مع التوجهات المعادية للنساء التي ظلت قائمة لفترة طويلة.